# Aeroportul Lauro Kurtz
Aeroportul Lauro Kurtz (IATA: PFB, ICAO: SBPF) este un aeroport din Rio Grande do Sul, Brazilia ce deservește zona Passo Fundo. Aeroportul a fost tranzitat în 2022 de 82.402 pasageri.
Situat la o altitudine de 724 m, aeroportul dispune de 1 pistă. Este operat de Departamento Aeroportuário do Rio Grande do Sul⁠(d).

## Infrastructură

### Piste
Aeroportul dispune de o singură pistă. Pista 8/26 are suprafața de asfalt și dimensiunile 1.700 m × 30 m. 